# Lars Holm (kyrkomålare)

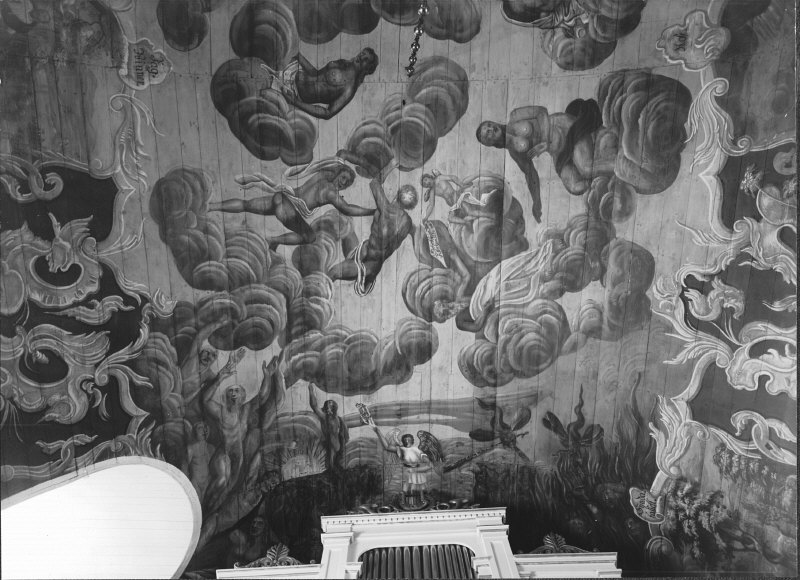
Takmålning i Kareby kyrka utförd av Lars Holm 1751

Lars Holm, född okänt år, död 1758, var en svensk dekorationsmålare och kyrkomålare.

## Biografi
Holm var först verksam i Stockholm, där han troligen fick sin utbildning, och flyttade till Göteborg på 1720-talet, där han fick burskap 1726. När han ville etablera en egen måleriverkstad blev han tvingad av Göteborgs Målareämbete att ingå ett kompanjonskap med Johan Ross och deras gemensamma verksamhet startade 1737, samma år som han blev mästare. Han blev 1744 bisittare i målarämbetet. 
Han var verksam i kyrkor i Göteborgs stift, där han bland annat utförde han takmålningar och altartavlor. Tillsammans med Johan Ross och några andra målare från Stockholm införde han ett nytt målningssätt i de västsvenska kyrkorna med öppna, lätta, fria och svävande kompositioner i lättare färger påminnande om barockmåleri.
Han var gift första gången med Anna Pihl och andra gången med Elsa Margareta Henriksdotter, som efter att hon blev änka gifte om sig med Simon Fick. 

## Verk
- 1740-1746 Björlanda kyrka. Försvunna takmålningar, vars färgskal emellertid inspirerat dagens målningar. Altartavla, predikstol och läktare. Bevarade.
- 1741 Klövedals kyrka. Takmålningar. Försvunnet.
- 1741 Valla kyrka, Bohuslän. Takmålningar. Försvunnet.
- 1743 Romelanda kyrka. Takmålningar. Bevarat
- 1745 Tölö kyrka, Kungsbacka. Måleriarbeten.
- 1751 Kareby kyrka. Takmålningar. Bevarat.
- 1755 Lurs kyrka. Takmålningar, predikstol, altare, gardiner, takbjälkar med mera. Allt försvunnet.
- 1756 Västerlanda kyrka. Predikstol. Bevarad.